# Eduard Bermúdez
Eduard Johan Bermúdez Salas (* 21. August 1984 in Maracaibo) ist ein venezolanischer Boxer.

## Karriere
Bermudez war bis 2008 international nie in Erscheinung getreten. Erst durch seinen Finaleinzug im ersten 1. Olympiaqualifikationsturnier für Nord- und Südamerika machte er von sich reden. Hier musste er sich dann aber dem Ecuadorianer José Luis Meza geschlagen geben, qualifizierte sich aber gleichzeitig im Halbfliegengewicht (-48 kg) für die Olympischen Spiele 2008.
Außerdem nahm er 2008 neben vielen anderen für die Olympischen Spiele qualifizierten Boxer am '1st AIBA President Cup' teil, musste sich hier aber schon im ersten Kampf dem Philippiner Harry Tañamor knapp geschlagen geben.
Bei den Olympischen Spielen in Peking musste er sich schon in der ersten Runde dem späteren Olympiasieger Zhou Shiming klar mit 2:11 Punkten geschlagen geben. 
2010 erkämpfte sich Bermúdez dei Bronzemedaille der Südamerikaspiele. Im Jahr darauf nahm er an den Weltmeisterschaften teil, schied jedoch bereits in der Vorrunde äußerst knapp gegen Ferhat Pehlivan, Türkei (+9:9), aus. 2012 versuchte Bermúdez sich für die Olympischen Spiele in London zu qualifizieren. Bei einem Qualifikationsturnier in Rio de Janeiro scheiterte er allerdings schon im Viertelfinale an Jantony Ortiz, Puerto Rico (12:9). 
2013 errang Bermúdez die Bronzemedaille der Panamerikanischen Meisterschaften in Santiago de Chile im Fliegengewicht (-52 kg). 